# Okres Lubin
Okres Lubin (polsky Powiat lubiński) je okres v polském Dolnoslezském vojvodství. Rozlohu má 711,62 km² a v roce 2023 zde žilo 102 872 obyvatel. Sídlem správy okresu je město Lubin.

## Gminy
Městská:
- Lubin

Městsko-vesnická:
- Ścinawa

Vesnické:
- Lubin
- Rudna

## Města
- Lubin
- Ścinawa

## Sousední okresy
| Růžice kompasu | Polkowice | Głogów      | Góra           | Růžice kompasu |
| Růžice kompasu | Polkowice | Sever       | Wołów          | Růžice kompasu |
| Růžice kompasu | Polkowice | Okres Lubin | Wołów          | Růžice kompasu |
| Růžice kompasu | Polkowice | Jih         | Wołów          | Růžice kompasu |
| Růžice kompasu | Legnica   | Legnica     | Legnica, Wołów | Růžice kompasu |